# JUMAN
JUMANは、日本語の形態素解析システム。京都大学黒橋・褚・村脇研究室で開発されている。2016年に後継のディープラーニングによる Juman++ が公開された。
人手で整備した辞書に基づいており、ChaSenの元となったシステム。